# 普莱朗
普莱朗（法語：Ploeren，法語發音：[pleʁɛ̃]）是法国莫尔比昂省的一个市镇，位于该省南部，省会瓦讷以西，属于瓦讷区。

## 地理
普莱朗（47°39'22"N, 2°52'0"W）面积20.44 平方千米，位于法国布列塔尼大區莫尔比昂省，该省份为法国西北部沿海省份，位于布列塔尼半岛南部，北起阿摩尔滨海省、西接菲尼斯泰尔省，南濒大西洋，东南接大西洋卢瓦尔省，东临伊勒-维莱讷省。
与普莱朗接壤的市镇（或旧市镇、城区）包括：普莱斯科普、瓦讷、阿拉东、巴当、普卢古默朗。

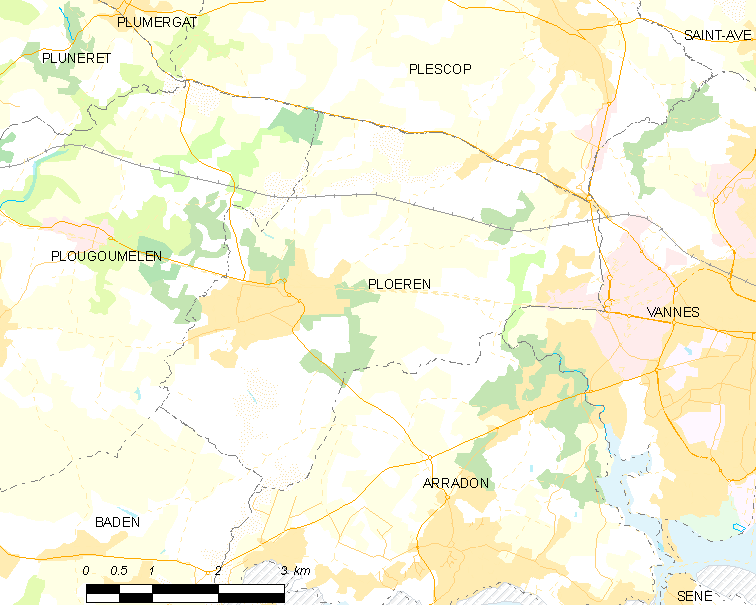
普莱朗的OSM定位图

普莱朗的时区为UTC+01:00、UTC+02:00（夏令时）。

## 行政
普莱朗的邮政编码为56880，INSEE市镇编码为56164。

## 政治
普莱朗所属的省级选区为瓦讷第二县。

## 人口

1962-2008年间普莱朗人口变化图示

普莱朗于2022年1月1日时的人口数量为6781人。